# Ormosia saxatilis
Ormosia saxatilis là một loài thực vật có hoa trong họ Đậu. Loài này được K.M.Lan miêu tả khoa học đầu tiên.